# Kuedinsky (huyện)
Huyện Kuedinsky (tiếng Nga: ? райо́н) là một huyện hành chính tự quản (raion), của Vùng Perm, Nga. Huyện có diện tích 2698 km², dân số thời điểm ngày 1 tháng 1 năm 2000 là 34200 người. Trung tâm của huyện đóng ở Kueda.